# Elezioni parlamentari in Malaysia del 1982
Nel 1982, le elezioni generali in Malesia si sono svolte il 22 aprile. Il partito dominante, l'Organizzazione Nazionale dei Malesi Uniti (UMNO), che fa parte della coalizione Barisan Nasional, ha vinto un ampio numero di seggi. Queste elezioni hanno consolidato il potere di Barisan Nasional sotto la guida di Mahathir Mohamad, che era allora il Primo Ministro.